# 비안도항
비안도항은 전북특별자치도 군산시 옥도면 비안도에 위치한 어항이다. 1974년 4월 12일 지방어항으로 지정되었다. 시설관리자는 군산시장이다.

## 어항시설
- 선착장 : 110m, 방파제 368m, 물양장 354m

## 같이 보기
- 비안도